# Тюменяковский сельсовет
Тюменяковский сельсовет — муниципальное образование в Туймазинском районе Башкортостана.
Административный центр — село Тюменяк.

## История
Согласно «Закону о границах, статусе и административных центрах муниципальных образований в Республике Башкортостан» имеет статус сельского поселения.
В 2006 году деревни Дарвино, Покровка и Таш-Кичу были переданы из Какрыбашевского сельсовета в состав Тюменяковского сельсовета.
Закон Республики Башкортостан «Об изменениях в административно-территориальном устройстве Республики Башкортостан, изменениях границ и преобразованиях муниципальных образований в Республике Башкортостан» гласил:

191. Изменить границы Какрыбашевского и Тюменяковского сельсоветов Туймазинского района согласно представленной схематической карте, передав деревни Дарвино, Покровка, Таш-Кичу Какрыбашевского сельсовета в состав территории Тюменяковского сельсовета. 

## Население
| 2002  | 2009  | 2010  | 2012  | 2013  | 2014  | 2015  |
| ----- | ----- | ----- | ----- | ----- | ----- | ----- |
| 2528  | ↗2874 | ↗2984 | ↗3058 | ↗3098 | ↗3225 | ↗3257 |
| 2016  | 2017  | 2018  |       |       |       |       |
| ↗3448 | ↗3696 | ↗3923 |       |       |       |       |

## Состав сельского поселения
| № | Населённый пункт | Тип населённого пункта       | Население |
| - | ---------------- | ---------------------------- | --------- |
| 1 | Тюменяк          | село, административный центр | ↗1070     |
| 2 | Райманово        | село                         | ↗970      |
| 3 | Агиртамак        | село                         | ↗610      |
| 4 | Дарвино          | деревня                      | ↗138      |
| 5 | Покровка         | деревня                      | ↗143      |
| 6 | Таш-Кичу         | деревня                      | ↘53       |

### Упразднённые населённые пункты
1340 км — упразднённое в 2005 году поселение (тип: железнодорожная казарма).

## Известные уроженцы
- Большаков, Виктор Григорьевич (род. 9 июня 1938 года) — водитель автотранспортного предприятия треста «Востокнефтепроводстрой», полный кавалер Ордена Трудовой Славы (1984)[16].
- Ёлкин, Иван Сергеевич (22 марта 1924 — 3 апреля 1991) — подполковник, участник Великой Отечественной войны, Герой Советского Союза (1945)[17].